# 1956년 하계 올림픽 승마
제16회 하계 올림픽 승마 경기는 1956년 6월 11일부터 6월 17일까지 본 대회에 앞서 스웨덴 스톡홀름에서 열렸다. 이는 당시 오스트레일리아의 엄격한 검역 규정 때문에 멜버른에서 승마 경기를 치를 수 없게 되자 이를 대체하여 스톡홀름에서 먼저 열리게 되었다.

## 참가국
1956년 하계 올림픽 승마 대회에 참가한 국가는 다음과 같다.
| - 아르헨티나 - 오스트레일리아 - 오스트리아 - 벨기에 - 브라질 - 불가리아 - 캐나다 - 덴마크 - 핀란드 |  | - 프랑스 - 영국 - 독일 연합 - 헝가리 - 아일랜드 - 이탈리아 - 일본 - 노르웨이 - 포르투갈 |  | - 루마니아 - 소련 - 스웨덴 - 튀르키예 - 미국 - 베네수엘라 |

다음 국가들은 맬버른에 열린 본 대회에는 참가하지 않았으나, 스톡홀름에서 미리 개최된 승마 대회에는 참가하였다.
- 캄보디아
- 이집트
- 네덜란드
- 스페인
- 스위스

이집트는 제2차 중동 전쟁으로 인하여 불참하였고, 네덜란드, 스페인, 스위스는 헝가리 폭동에 대한 항의로 참가를 거부하였다.

## 메달 순위
| 순위 | 국가            | 금메달 | 은메달 | 동메달 | 합계 |
| ---- | --------------- | ------ | ------ | ------ | ---- |
| 1    | 스웨덴 (SWE)    | 3      | 0      | 0      | 3    |
| 2    | 독일 연합 (EUA) | 2      | 3      | 1      | 6    |
| 3    | 영국 (GBR)      | 1      | 0      | 2      | 3    |
| 4    | 이탈리아 (ITA)  | 0      | 2      | 1      | 3    |
| 5    | 덴마크 (DEN)    | 0      | 1      | 0      | 1    |
| 6    | 스위스 (SUI)    | 0      | 0      | 1      | 1    |
| 6    | 캐나다 (CAN)    | 0      | 0      | 1      | 1    |

범례
  *   개최국 (스웨덴)